# Kostel Povýšení svatého Kříže (Vrbno)
Kostel Povýšení svatého Kříže je od 12. století dominantou Vrbna nedaleko Mělníka. Po velkou část své historie byl vlastněn rytířským řádem Křižovníků s červenou hvězdou. V kostele byly v roce 2004 odkryty vzácné gotické nástěnné malby pašijového cyklu. Je chráněn jako kulturní památka České republiky.

## Historie
Snad v roce 1236 svěřila česká královna Kunhuta Štaufská, manželka krále Václava I. kostel do správy špitálního bratrstva sv. Františka, pozdějšího Rytířského řádu Křižovníků s červenou hvězdou. Patronátní právo ke kostelu si však ponechala jakožto majitelka nedalekého Mělníka, na počátku 14. století přešlo na místní vladycký rod Mléčků z Vrbna, od nichž je roku 1352 koupil již zmíněný Rytířský řád křižovníků s červenou hvězdou. Ve 14. století bylo k obdélné románské lodi původně tribunového kostela přistavěno východní pětiboké kněžiště s gotickými klenbami a nástěnnými malbami. Původní románský portál v jižní stěně lodi nahradilo gotické profilované ostění, odkryté znovu po povodních v roce 2002. V první polovině 16. století byl kostel rozšířen o pozdně gotickou zvonici s pokladnicí, která slouží coby sakristie, čímž získal podobu posledního útočiště obyvatel vsi v případě nepřátelského útoku. Renesanční stavební činnost v okolí kostela dosvědčují zbytky sgrafit, která jsou zazděná do barokní ohradní zdi hřbitova. Z doby baroka pochází kostelní předsíň a kruchta (1790). Původní gotické malby s pašijovým cyklem byly až do roku 2004 skryty pod pozdějšími barokními a historizujícími přemalbami, z nichž zatím poslední byla provedena v roce 1903. Nyní se kostel nachází ve správě Arcibiskupství pražského. Do 31. prosince 2005 byl kostel farní, od roku 2006 patří do farnosti Roudnice nad Labem.

## Památky v areálu kostela
Kostel je od svého založení obklopen hřbitovem, jehož dominantou je nyní hrobka rodu Plačků se sochou anděla. Hřbitov, jenž byl rozsáhlejší než dnes, zahrnoval také hrob s depotem přemyslovských denárů (objeven 1969). Součástí ohradní zdi jsou i dvě kaple. Osmiboká barokní kaple sv. Barbory (až do zrušení hřbitova v roce 1880 sloužící jako márnice) byla vyzdobena barokními nástěnnými malbami s motivy Narození, Života, Smrti a Posledního soudu. Jednoduchá výklenková kaple z roku 1828 byla opatřena sochou sv. Jana Nepomuckého.

## Vybavení kostela
Již v 90. letech 20. století bylo veškeré cenné vybavení kostela odvezeno do depozitářů, kde je uloženo až do současnosti. V kostele jsou nyní pouze kazatelna, oltáře z roku 1903 bez obrazů, varhany s píšťalami zničenými v 80. letech 20. století a některé skříně.

## Přístupnost kostela
V kostele nejsou slouženy pravidelné bohoslužby, pouze každoroční poutní mše svatá v polovině září, která bývá spojena s komentovanými prohlídkami a zpřístupněním památky pro veřejnost v rámci Dnů evropského dědictví. Po domluvě bývá kostel zpřístupněn i v jiných termínech.